# I liga polska w piłce siatkowej kobiet (2009/2010)
I liga polska w piłce siatkowej kobiet 2009/2010 – 20. edycja ligowych rozgrywek piłki siatkowej kobiet drugiego szczebla w Polsce, zorganizowana przez Polski Związek Piłki Siatkowej pod nazwą I ligi.

## System rozgrywek
- Etap I – dwurundowa faza zasadnicza przeprowadzona w formule ligowej, systemem kołowym (tj. "każdy z każdym – mecz i rewanż").
- Etap II – faza play-off, składająca się z 2 rund.

## Drużyny uczestniczące
| \| \| Uczestnicy poprzedniej edycji \| \| \| --------------------------------------------------------------------------------------------------------------------------------------------------------------------------------- \| ----------------------------- \| ---- \| \| CHO \| Sokół Chorzów \| 3 \| \| RUM \| TPS Rumia \| 4 \| \| POL \| PSPS Chemik Police \| 5 \| \| MYS \| MOSiR Mysłowice \| 6 \| \| TOR \| Budowlani Toruń \| 7 \| \| OST \| KSZO Ostrowiec Świętokrzyski \| 8 \| \| SOS \| SMS PZPS Sosnowiec \| 11 \| \| \| Awans z II ligi \| \| \| SOP \| Trefl Sopot \| 1 \| \| PSZ \| PLKS Pszczyna \| 2 \| \| LEG \| Legionovia Legionowo \| 3[1] \| \| ALE \| Jedynka Aleksandrów Łódzki \| [2] \| \| Oznaczenia: - kolumna pierwsza – skróty nazw drużyn wpisane na mapie (jeśli ta została zamieszczona), - kolumna trzecia – miejsce zajęte przez daną drużynę w poprzednim sezonie. \| \| \| | SOPPSZLEGALECHOMYSRUMOSTŁÓDTORSOS Lokalizacja klubów grających w I lidze 2009/2010 |       |
| | Uczestnicy poprzedniej edycji                                                      |       |
| CHO | Sokół Chorzów                                                                      | 3     |
| RUM | TPS Rumia                                                                          | 4     |
| POL | PSPS Chemik Police                                                                 | 5     |
| MYS | MOSiR Mysłowice                                                                    | 6     |
| TOR | Budowlani Toruń                                                                    | 7     |
| OST | KSZO Ostrowiec Świętokrzyski                                                       | 8     |
| SOS | SMS PZPS Sosnowiec                                                                 | 11    |
| | Awans z II ligi                                                                    |       |
| SOP | Trefl Sopot                                                                        | 1     |
| PSZ | PLKS Pszczyna                                                                      | 2     |
| LEG | Legionovia Legionowo                                                               | 3     |
| ALE | Jedynka Aleksandrów Łódzki                                                         | [ 2 ] |
| Oznaczenia: - kolumna pierwsza – skróty nazw drużyn wpisane na mapie (jeśli ta została zamieszczona), - kolumna trzecia – miejsce zajęte przez daną drużynę w poprzednim sezonie. |                                                                                    |       |

## Rozgrywki

### Faza zasadnicza

#### Tabela wyników
| Gospodarz \ Gość1            | SOP | RUM | OST | POL | PSZ | TOR | MYS | ALE | LEG | CHO | SOS |
| ---------------------------- | --- | --- | --- | --- | --- | --- | --- | --- | --- | --- | --- |
| Trefl Sopot                  | -   | 3:1 | 3:2 | 3:2 | 3:0 | 3:1 | 3:0 | 3:0 | 3:0 | 3:0 | 3:0 |
| TPS Rumia                    | 0:3 | -   | 3:1 | 3:1 | 3:0 | 3:0 | 3:0 | 3:1 | 3:0 | 3:0 | 3:0 |
| KSZO Ostrowiec Świętokrzyski | 2:3 | 3:1 | -   | 3:0 | 3:2 | 3:0 | 3:2 | 3:2 | 3:2 | 3:2 | 3:1 |
| PSPS Chemik Police           | 1:3 | 2:3 | 3:1 | -   | 3:1 | 3:2 | 0:3 | 3:1 | 3:1 | 3:0 | 3:0 |
| PLKS Pszczyna                | 0:3 | 2:3 | 3:1 | 3:0 | -   | 3:2 | 3:1 | 3:1 | 3:2 | 3:1 | 3:0 |
| Budowlani Toruń              | 1:3 | 2:3 | 0:3 | 1:3 | 3:1 | -   | 3:1 | 3:1 | 3:0 | 3:1 | 3:0 |
| MOSiR Mysłowice              | 0:3 | 1:3 | 3:2 | 0:3 | 2:3 | 3:1 | -   | 3:0 | 3:2 | 3:2 | 3:0 |
| Jedynka Aleksandrów Łódzki   | 3:2 | 3:1 | 2:3 | 3:2 | 3:1 | 1:3 | 3:2 | -   | 3:1 | 3:0 | 3:0 |
| Legionovia Legionowo         | 0:3 | 1:3 | 0:3 | 3:0 | 2:3 | 0:3 | 3:0 | 3:1 | -   | 0:3 | 3:0 |
| Sokół Chorzów                | 2:3 | 1:3 | 0:3 | 2:3 | 3:2 | 3:0 | 0:3 | 2:3 | 0:3 | -   | 3:2 |
| SMS PZPS Sosnowiec           | 0:3 | 0:3 | 3:2 | 2:3 | 3:2 | 0:3 | 1:3 | 3:1 | 0:3 | 0:3 | -   |

Źródło: 
1 Drużyna gospodarzy jest wymieniona po lewej stronie tabeli.
Kolory:
  zwycięstwo gospodarzy 3:0 lub 3:1
  zwycięstwo gospodarzy 3:2
  zwycięstwo gości 3:0 lub 3:1
  zwycięstwo gości 3:2

#### Tabela
| Lp. | Drużyna                      | Pkt | Mecze | Mecze | Mecze | Rodzaj wyniku | Rodzaj wyniku | Rodzaj wyniku | Rodzaj wyniku | Rodzaj wyniku | Rodzaj wyniku | Sety | Sety | Sety  | Małe punkty | Małe punkty | Małe punkty |
| Lp. | Drużyna                      | Pkt | M     | W     | P     | 3:0           | 3:1           | 3:2           | 2:3           | 1:3           | 0:3           | wyg. | prz. | stos. | zdob.       | str.        | stos.       |
| --- | ---------------------------- | --- | ----- | ----- | ----- | ------------- | ------------- | ------------- | ------------- | ------------- | ------------- | ---- | ---- | ----- | ----------- | ----------- | ----------- |
| 1   | Trefl Sopot                  | 54  | 20    | 19    | 1     | 11            | 4             | 4             | 1             | 0             | 0             | 59   | 15   | 3.93  | 1768        | 1403        | 1.26        |
| 2   | TPS Rumia                    | 45  | 20    | 16    | 4     | 7             | 6             | 3             | 0             | 3             | 1             | 51   | 24   | 2.13  | 1718        | 1527        | 1.13        |
| 3   | KSZO Ostrowiec Świętokrzyski | 37  | 20    | 13    | 7     | 5             | 2             | 6             | 4             | 3             | 0             | 50   | 35   | 1.43  | 1849        | 1748        | 1.06        |
| 4   | PSPS Chemik Police           | 33  | 20    | 11    | 9     | 3             | 5             | 3             | 3             | 2             | 4             | 41   | 38   | 1.08  | 1696        | 1706        | 0.99        |
| 5   | PLKS Pszczyna                | 30  | 20    | 10    | 10    | 2             | 4             | 4             | 4             | 3             | 3             | 41   | 42   | 0.98  | 1781        | 1756        | 1.01        |
| 6   | Budowlani Toruń              | 30  | 20    | 9     | 11    | 4             | 5             | 0             | 3             | 4             | 4             | 37   | 38   | 0.97  | 1638        | 1650        | 0.99        |
| 7   | MOSiR Mysłowice              | 27  | 20    | 9     | 11    | 4             | 2             | 3             | 3             | 3             | 5             | 36   | 41   | 0.88  | 1638        | 1680        | 0.98        |
| 8   | Jedynka Aleksandrów Łódzki   | 25  | 20    | 9     | 11    | 2             | 3             | 4             | 2             | 7             | 2             | 38   | 44   | 0.86  | 1749        | 1774        | 0.99        |
| 9   | Legionovia Legionowo         | 22  | 20    | 6     | 14    | 5             | 1             | 0             | 4             | 3             | 7             | 29   | 43   | 0.67  | 1528        | 1614        | 0.95        |
| 10  | Sokół Chorzów                | 18  | 20    | 5     | 15    | 3             | 0             | 2             | 5             | 3             | 7             | 28   | 49   | 0.57  | 1550        | 1710        | 0.91        |
| 11  | SMS PZPS Sosnowiec           | 9   | 20    | 3     | 17    | 0             | 1             | 2             | 2             | 2             | 13            | 15   | 56   | 0.27  | 1330        | 1677        | 0.79        |

Źródło: 
Punktacja: 3:0 i 3:1 – 3 pkt; 3:2 – 2 pkt; 2:3 – 1 pkt; 1:3 i 0:3 – 0 pkt
Zasady ustalania kolejności: 1. liczba punktów; 2. stosunek setów; 3. stosunek małych punktów; 4. bilans w bezpośrednich meczach
     Play-off
     Play-out

### Play-off

#### Półfinały
(Do 3 zwycięstw)
| Data       | Drużyna 1          | Wynik | Drużyna 2          | Sety                              |
| ---------- | ------------------ | ----- | ------------------ | --------------------------------- |
| 13.03.2010 | Trefl Sopot        | 3:1   | Chemik Police      | 20:25, 25:21, 25:22, 25:20        |
| 14.03.2010 | Trefl Sopot        | 3:2   | Chemik Police      | 17:25, 25:20, 22:25, 25:19, 15:9  |
| 27.03.2010 | Chemik Police      | 2:3   | Trefl Sopot        | 22:25, 25:15, 19:25, 25:23, 11:15 |
|            |                    |       |                    |                                   |
| 13.03.2010 | TPS Rumia          | 3:0   | KSZO Ostrowiec Św. | 25:18, 25:23, 25:18               |
| 14.03.2010 | TPS Rumia          | 3:0   | KSZO Ostrowiec Św. | 26:24, 25:23, 25:17               |
| 27.03.2010 | KSZO Ostrowiec Św. | 3:2   | TPS Rumia          | 25:20, 20:25, 19:25, 25:22, 18:16 |
| 28.03.2010 | KSZO Ostrowiec Św. | 0:3   | TPS Rumia          | 10:25, 15:25, 12:25               |

#### Finał
(Do 3 zwycięstw)
| Data       | Drużyna 1   | Wynik | Drużyna 2   | Sety                              |
| ---------- | ----------- | ----- | ----------- | --------------------------------- |
| 19.04.2010 | Trefl Sopot | 3:1   | TPS Rumia   | 25:17, 25:22, 23:25, 25:15        |
| 20.04.2010 | Trefl Sopot | 3:0   | TPS Rumia   | 25:21, 25:17, 25:17               |
| 24.04.2010 | TPS Rumia   | 3:0   | Trefl Sopot | 25:15, 25:21, 25:16               |
| 25.04.2010 | TPS Rumia   | 3:0   | Trefl Sopot | 25:22, 25:16, 25:23               |
| 29.04.2010 | Trefl Sopot | 2:3   | TPS Rumia   | 25:18, 25:17, 21:25, 19:25, 12:15 |

### Play-out
(Do 3 zwycięstw)
| Data       | Drużyna 1              | Wynik | Drużyna 2              | Sety                       |
| ---------- | ---------------------- | ----- | ---------------------- | -------------------------- |
| 13.03.2010 | MOSiR Mysłowice        | 3:0   | Sokół Chorzów          | 25:17, 25:18, 25:16        |
| 14.03.2010 | MOSiR Mysłowice        | 3:0   | Sokół Chorzów          | 25:14, 25:18, 25:17        |
| 27.03.2010 | Sokół Chorzów          | 0:3   | MOSiR Mysłowice        | 18:25, 23:25, 19:25        |
|            |                        |       |                        |                            |
| 13.03.2010 | Jedynka Aleksandrów Ł. | 3:0   | Legionovia Legionowo   | 26:24, 25:22, 25:15        |
| 14.03.2010 | Jedynka Aleksandrów Ł. | 3:0   | Legionovia Legionowo   | 25:19, 25:14, 25:20        |
| 27.03.2010 | Legionovia Legionowo   | 1:3   | Jedynka Aleksandrów Ł. | 29:27, 16:25, 12:25, 20:25 |

### Baraże o I ligę

#### Wyniki
| Data       | Drużyna 1                       | Wynik | Drużyna 2                       | Sety                              |
| ---------- | ------------------------------- | ----- | ------------------------------- | --------------------------------- |
| 30.04.2010 | Szóstka Biłgoraj                | 2:3   | MOSiR Mysłowice                 | 22:25, 25:22, 29:27, 21:25, 11:15 |
| 30.04.2010 | Jedynka Aleksandrów Ł.          | 0:3   | AZS Politechnika Śląska Gliwice | 20:25, 20:25, 15:25               |
|            |                                 |       |                                 |                                   |
| 01.05.2010 | MOSiR Mysłowice                 | 3:2   | AZS Politechnika Śląska Gliwice | 25:21, 25:21, 19:25, 21:25, 15:13 |
| 01.05.2010 | Szóstka Biłgoraj                | 3:0   | Jedynka Aleksandrów Ł.          | 25:19, 25:22, 25:18               |
|            |                                 |       |                                 |                                   |
| 02.05.2010 | Jedynka Aleksandrów Ł.          | 3:1   | MOSiR Mysłowice                 | 25:21, 22:25, 25:17, 25:23        |
| 02.05.2010 | AZS Politechnika Śląska Gliwice | 3:2   | Szóstka Biłgoraj                | 25:20, 25:17, 15:25, 22:25, 15:13 |

#### Tabela
| Lp. | Drużyna                          | Pkt | Mecze | Mecze | Mecze | Rodzaj wyniku | Rodzaj wyniku | Rodzaj wyniku | Rodzaj wyniku | Rodzaj wyniku | Rodzaj wyniku | Sety | Sety | Sety  | Małe punkty | Małe punkty | Małe punkty |
| Lp. | Drużyna                          | Pkt | M     | W     | P     | 3:0           | 3:1           | 3:2           | 2:3           | 1:3           | 0:3           | wyg. | prz. | stos. | zdob.       | str.        | stos.       |
| --- | -------------------------------- | --- | ----- | ----- | ----- | ------------- | ------------- | ------------- | ------------- | ------------- | ------------- | ---- | ---- | ----- | ----------- | ----------- | ----------- |
| 1   | KŚ Politechniki Śląskiej Gliwice | 5   | 3     | 2     | 1     | 1             | 0             | 1             | 1             | 0             | 0             | 8    | 5    | 1.6   | 282         | 260         | 1.08        |
| 2   | MOSiR Mysłowice                  | 5   | 3     | 2     | 1     | 0             | 0             | 2             | 0             | 1             | 0             | 7    | 7    | 1     | 305         | 310         | 0.98        |
| 3   | Szóstka Biłgoraj                 | 4   | 3     | 1     | 2     | 1             | 0             | 0             | 2             | 0             | 0             | 7    | 6    | 1.17  | 283         | 275         | 1.03        |
| 4   | Jedynka Aleksandrów Łódzki       | 3   | 3     | 0     | 3     | 0             | 0             | 0             | 0             | 1             | 2             | 1    | 9    | 0.11  | 211         | 236         | 0.89        |

Źródło: 
Punktacja: zwycięstwo - 2 pkt; porażka - 1 pkt
Zasady ustalania kolejności: 1. liczba punktów; 2. stosunek setów; 3. stosunek małych punktów; 4. bilans w bezpośrednich meczach
     I liga
     II liga

## Klasyfikacja końcowa
| Lp. | Drużyna                      |
| --- | ---------------------------- |
| 1.  | TPS Rumia                    |
| 2.  | Trefl Sopot                  |
| 3.  | KSZO Ostrowiec Świętokrzyski |
| 4.  | PSPS Chemik Police           |
| 5.  | PLKS Pszczyna                |
| 6.  | Budowlani Toruń              |
| 7.  | MOSiR Mysłowice              |
| 8.  | Jedynka Aleksandrów Łódzki   |
| 9.  | Legionovia Legionowo         |
| 10. | Sokół Chorzów                |
| 11. | SMS PZPS Sosnowiec           |

     Awans
     Baraż z 9. zespołem z PLSK
     Spadek do II ligi